# Einar Benediktsson
Einar Benediktsson född 31 oktober 1864, död 12 januari 1940 i Herdísarvík, var en isländsk författare.
Einar var utbildad jurist och arbetade som advokat. Han var politiskt engagerad och gav ut Islands första dagstidning, Dagskrá. Han översatte också bland annat Ibsen och Poe till isländska. Einar var anhängare av symbolismen och skrev diktsamlingar om människan och naturen. Han ville fånga naturens själ och materiens anda i sina verk, att ge uttryck om idén att Gud är en inneboende hjälte och att beskriva vardagen som en underverks källa. Hans verk bär panteistisk attityd.